# پاگگیای
پاگگیای (به آلمانی: Pogegen) در لیتوانی با جمعیت ۲٬۳۲۱ نفر است که در شهرستان تاوراگه واقع شده‌است.